# Pala di Bardi
La Pala di Bardi è un dipinto a tempera su tavola (203 × 130 cm) del Parmigianino, databile al 1521 e conservato nella chiesa di Santa Maria Addolorata a Bardi, in provincia di Parma.

## Storia

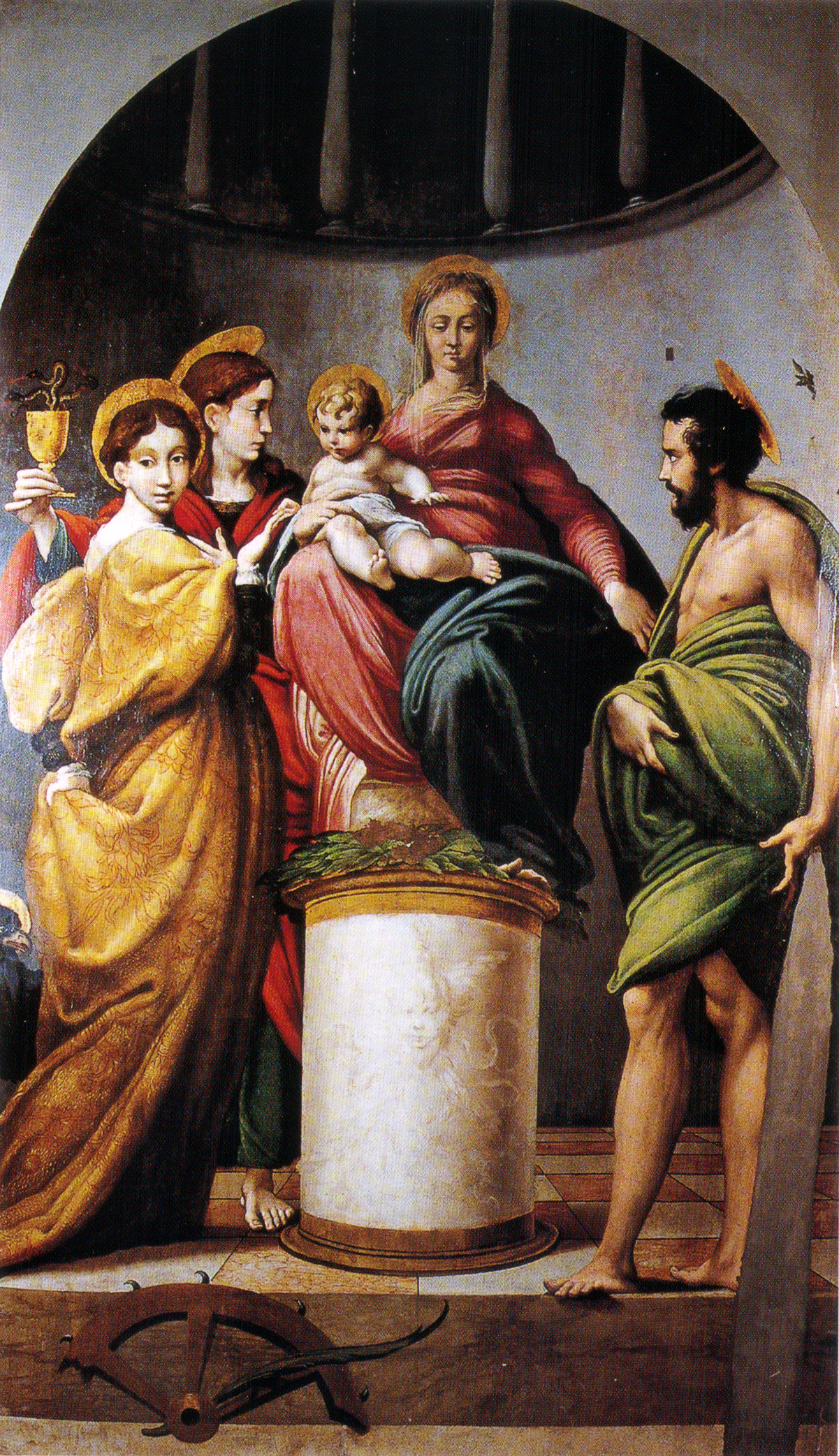
La pala prima del restauro del 2016

Nell'agosto del 1521 arrivarono a Parma le truppe di Leone X e Carlo V, comandate da Prospero Colonna, nell'ambito della guerra contro i Francesi. Chi poteva abbandonava la città e anche il giovane Parmigianino (allora diciottenne) venne inviato in via precauzionale a Viadana (MN), col cugino Girolamo Bedoli, su iniziativa dei suoi zii che gli facevano da tutori dopo la morte del padre. Vasari raccontò come durante quel soggiorno dipinse due tavole a tempera: "San Francesco che riceve le stimite e santa Chiara" (perduta) e lo "Sposalizio di santa Caterina, con molte figure", che fu collocata nella chiesa di San Pietro.
La seconda pala fu trafugata nel 1629-1630, all'epoca delle guerre con Mantova, e portata a Parma, come risulta dalle lettere in cui il cardinale Pietro Campori si lamentava con don Ferrante Medolati del furto e della mancata restituzione. Non è chiaro poi come l'opera finì nella chiesa di Bardi: la traccia più antica riscontrabile è una nota dei professori dell'Accademia di Belle Arti di Parma che durante un'adunanza (3 agosto 1860) la giudicarono unanimemente di mano del Parmigianino, dimostrandone la conoscenza. Una pubblicazione vera e propria si dovette però al Santangelo (1934), che l'assegnò a un ignoto parmense con una datazione ai primi vent'anni del Cinquecento. Nel 1935 Giovanni Copertini la attribuì con certezza al Parmigianino e suggerì di restaurarla e di esporla alla mostra del Correggio a Parma dello stesso anno.
Tra il 2016 e il 2018 la pala fu restaurata dall'istituto centrale per il restauro, consolidando la pellicola pittorica in parte sollevata ed eliminando una lacuna in basso a destra, che in parte ricopriva il polpaccio di san Giovanni Battista.

## Descrizione e stile
In una finta nicchia con un colonnato sopra l'alta parete curvilinea è ambientato lo sposalizio mistico di santa Caterina d'Alessandria, raffigurato con lo schema tipico della Sacra conversazione. Al centro infatti si vede Maria seduta su un alto trono, sopra un rocchio di colonna istoriato (con un putto alato appena leggibile), che si scosta il mantello e porge il Bambino a Caterina d'Alessandria, sulla sinistra, alla quale inserisce l'anello delle nozze simboliche. Partecipano ai due lati i santi Giovanni evangelista (con il calice contenente i serpenti, simbolo di un suo miracolo in cui scoprì e sanificò una bevanda avvelenata) e Giovanni Battista, che regge la tipica croce sottile e alta.
Riferimento all'antico è la ghirlanda alla base del trono, mentre un saggio di virtuosismo prospettico è dato dal pavimento a scacchi e lo scalino, davanti al quale si trova la ruota spezzata e la palma del martirio, attributi tipici di Caterina. L'elemento del bassissimo rilievo è stato letto come un tentativo di evocare i monocromi della Camera di San Paolo di Correggio. 
Le figure allungate, accennanti movimenti, rimandano allo stile del Battesimo di Cristo, altra opera giovanile, mentre le fisionomie ricordano opere successive come la Santa Barbara o gli affreschi della Stufetta di Diana e Atteone alla Rocca di Fontanellato. Certamente lo stile mostra ancora un carattere acerbo, con qualche incertezza sbilenca. Alle origini correggesche della formazione del pittore, fa eco però il nuovo movimento circolare nella figura della Madonna in trono, con una torsione che viene suggerita dal piedistallo cilindrico su cui ella è posta ed è accentuata dal suo stesso panneggio e da quello del Battista, gonfi e avvolti circolarmente intorno al corpo, oltre che dallo semicircolarità dell'abside e dalle colonne nello sfondo.